# Schälmühle

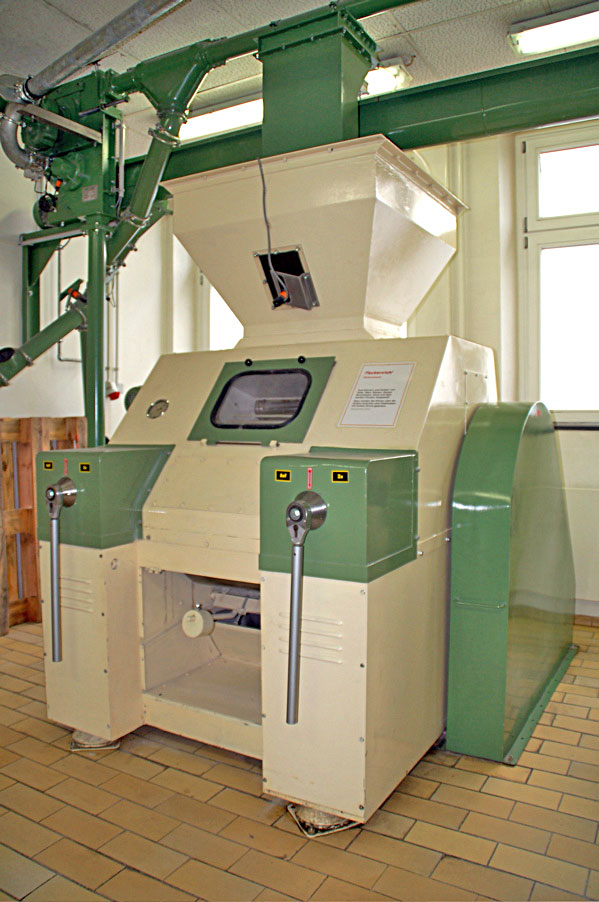
Flockierstuhl in einer Schälmühle

In einer Schälmühle werden primär die Getreidesorten Dinkel, Gerste, Hafer, Hirse und Reis geschält, das heißt von den fest mit dem Korn verwachsenen, beim Dreschen nicht abfallenden Spelzen befreit (Entspelzen). Die Spelzen sind für den menschlichen Organismus unverdaulich und würden die Geschmacks- und Kaueindrücke negativ beeinflussen.
Darüber hinaus werden in einer Schälmühle in der Regel die geschälten Getreidekörner anschließend auch gewalzt (Haferflocken), geschnitten (Grütze) oder poliert (Reis, Rollgerste). Weitere mögliche Verarbeitungsgänge sind meistens identisch mit denen in einer Getreidemühle.

## Geschichte

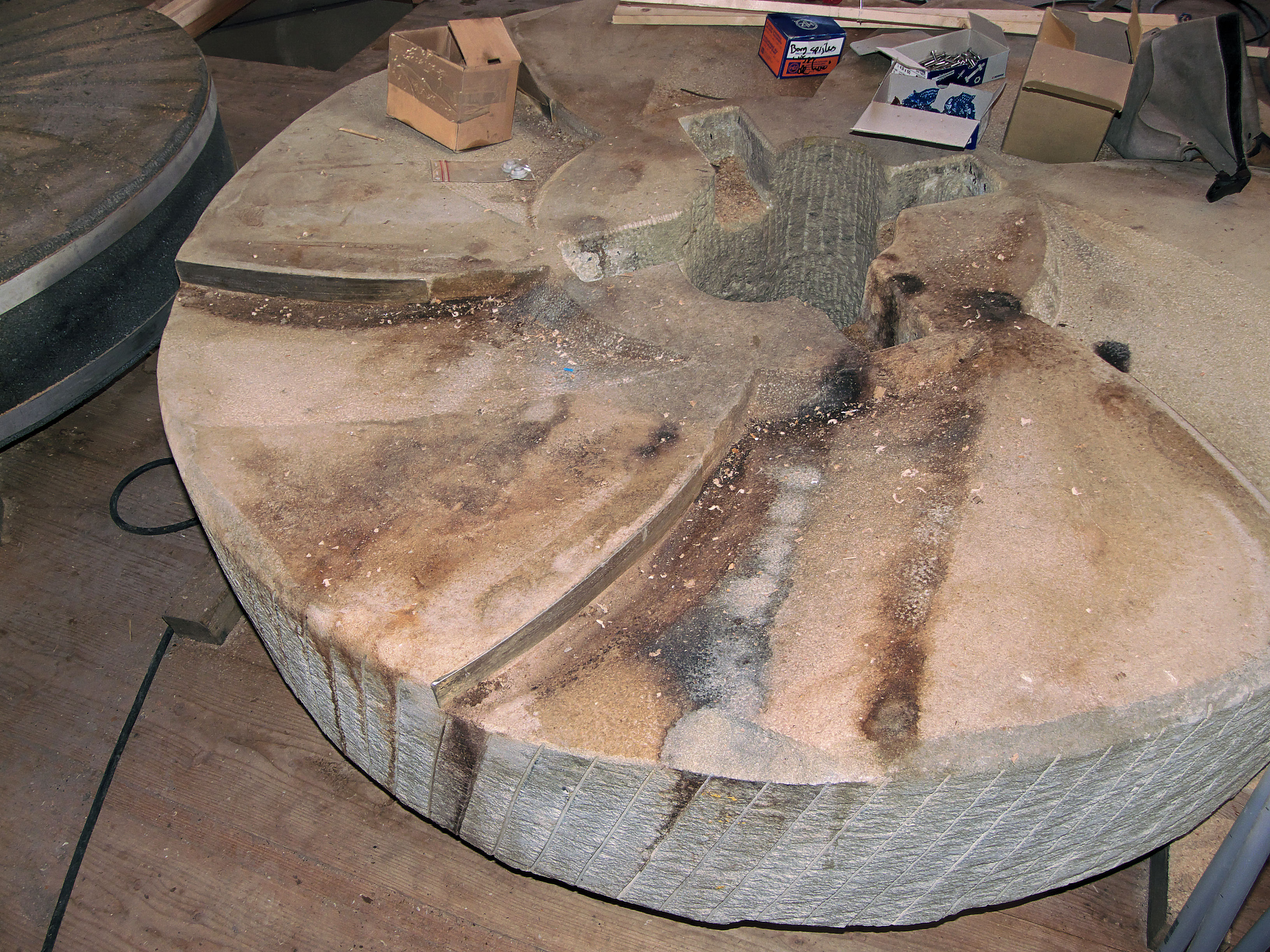
Peldestein einer historischen Windmühle

Peldemühle ist ein historischer Ausdruck für eine Schälmühle, gebräuchlich insbesondere in Norddeutschland und den Niederlanden. Meist sind damit bestimmte Mühlenarten (Windmühlen, Wassermühlen, Motormühlen) zum Pelden, das heißt Schälen von Reis oder Gerste zu Graupen oder Grütze gemeint. Das niederdeutsche bzw. niederländische Verb pelden ist mit dem hochdeutschen Verb pellen verwandt, das dieselbe Bedeutung hat.
Wind- und Wassermühlen waren als reine Peldemühlen mit einem oder mehreren Peldegängen (Pellgänge, Graupengänge oder in Süddeutschland auch Gerbgänge genannt) ausgestattet oder als „gemischte“ Mühlen mit Pelde-, Mahl- und/oder Schrotgängen kombiniert. Im Peldegang liefen die speziell behauenen Peldesteine in einem größeren Abstand voneinander, um die Getreidekörner nicht zu zermahlen. Peldewindmühlen waren im Norden Deutschlands besonders zur Graupenherstellung verbreitet, Reis wurde bevorzugt in großen Reismotormühlen geschält. Die Wittmunder Peldemühle von 1741 ist Deutschlands älteste Galerieholländerwindmühle.

## Verarbeitungsprinzipien in der Schälmüllerei

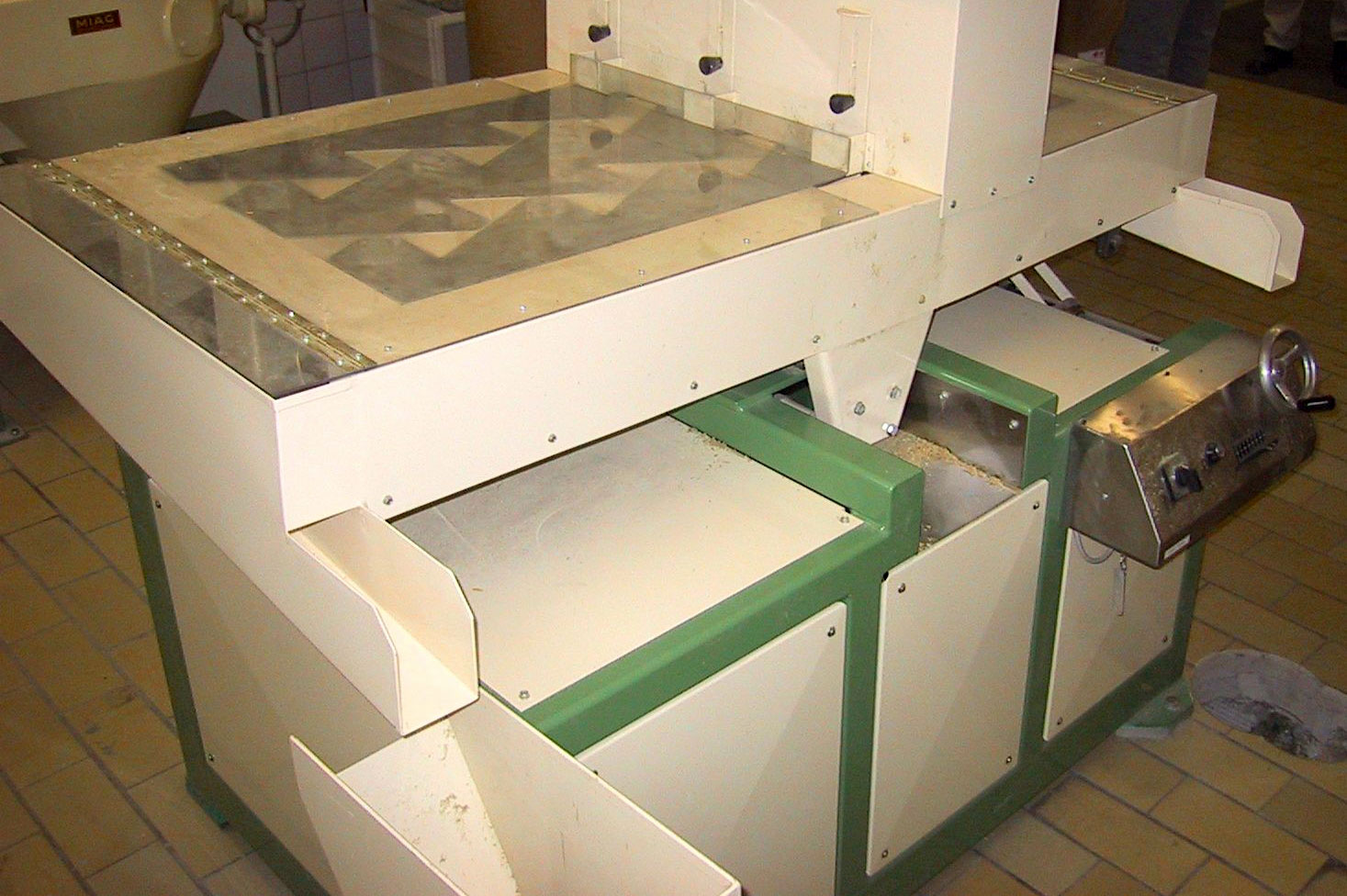
Tischausleser zum Trennen von geschälten und ungeschälten Körnern

Der früher verwendete „Unterläuferschälgang“ (Gerbgang) wurde in der modernen Müllerei komplett durch Gummiwalzenschäler (Reis) oder Prallschäler (Hafer, Buchweizen, Sonnenblumensaat) abgelöst. Mithilfe von „Planauslesern“ (Tischauslesern oder Paddy-Auslesern, ursprünglich für die Auslese von geschältem Reis oder Hafer aus dem Kerngemisch entwickelt) werden Leicht- und Schwergutfraktionen voneinander getrennt. Die entspelzten Körner können sodann direkt auf einem Flockierstuhl plattgewalzt werden oder sie werden vorher mit einem „Trommelgrützeschneider“ in grobe, mittlere oder feine Grütze zerteilt. Dies geschieht hauptsächlich mit Hafer- oder Gerstekörnern.
- Reis wird geschält und eventuell poliert (evtl. auch glasiert) und, je nach gewünschtem Produkt, auch parboiled. Außerdem wird Reismehl hergestellt.
- Hafer, Dinkel wird entspelzt
- Gerste wird in mehreren Stufen geschliffen
- Hülsenfrüchte, Wurzeln, Knollen und Nüsse werden bearbeitet.

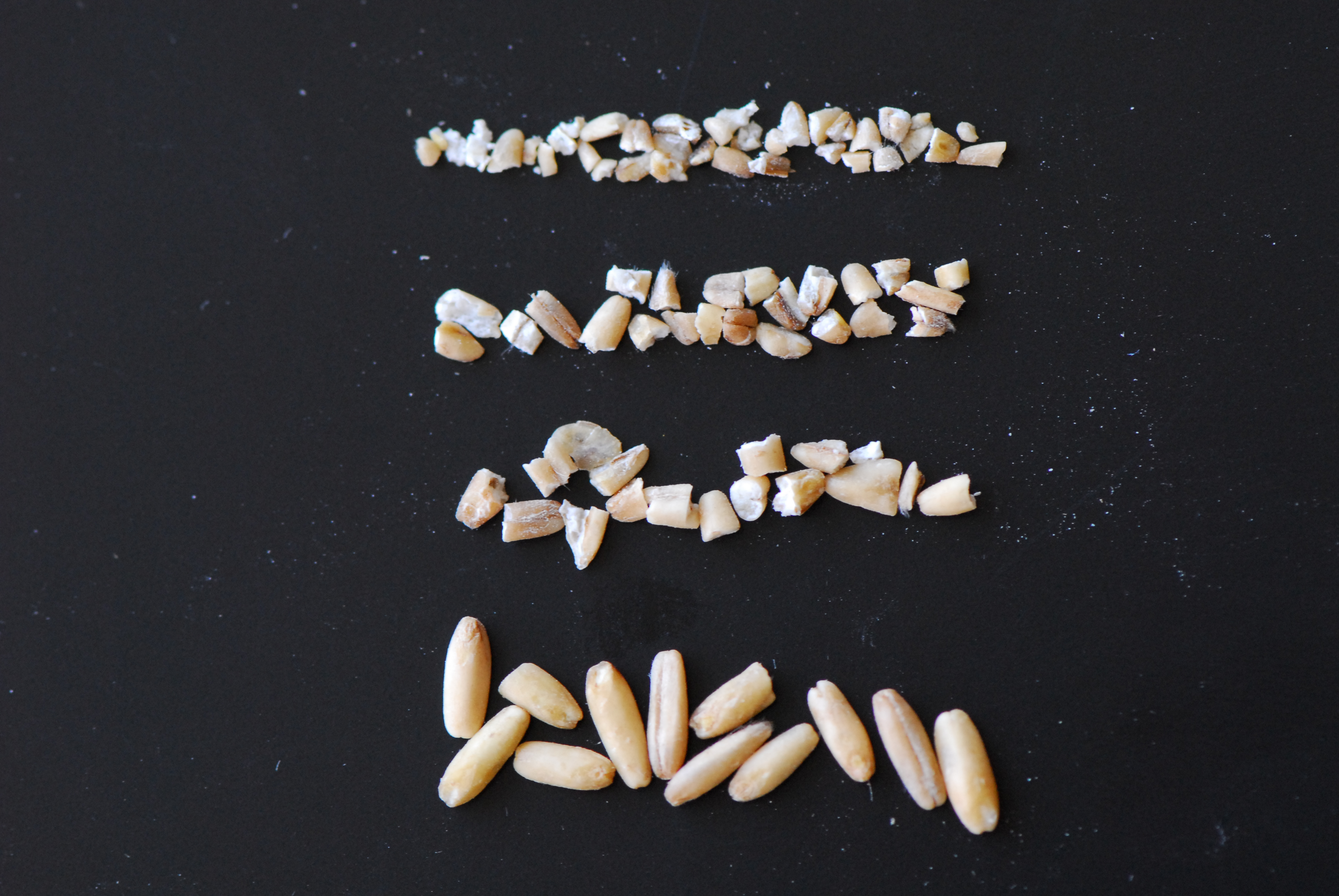
Unten: geschälte Haferkörner, dann von unten nach oben: grobe, mittlere und feine Hafergrütze

### Herstellung von Flocken
Getreideflocken sind verzehrfähige Vollkornprodukte. Die Flocken werden mit einem Flockenstuhl (auch: Flockierstuhl) hergestellt. Die enthaltenen Glattwalzen (Durchmesser: 400–600 mm) quetschen die Getreidekörner und walzen sie aus. Dem Flockieren geht üblicherweise eine Wärme- oder Dampfbehandlung voraus, die eine gute Verformbarkeit der Körner garantiert und einen Stärkeaufschluss fördert. Getreideflocken aus Hafer, Dinkel, Gerste, Roggen, Weizen oder Buchweizen sind Bestandteile vieler Müslis.
Je nach Ausgangsprodukt werden folgende Flockenarten unterschieden (siehe auch Haferflocken):
- Großblattflocken aus ganzen Körnern
- Kleinblattflocken aus gegrützten (geschnittenen) Körnern
- Instantflocken aus Vollkornmehl

### Herstellung von Graupen und Grütze
- Graupen sind gebrochene geschliffene Getreidekörner (in erster Linie Gerste), die vom Keimling und Schalenschichten (Frucht- und Samenschale) befreit wurden.
- Perlgraupen sind besonders kleine, rund geschliffene Graupen. Dazu werden die Gerstenkörner vorher in Teile geschnitten (gegrützt).
- Als Grütze bezeichnet man grob zerkleinerte Getreidekörner, hauptsächlich aus Hafer und Gerste. Aber auch Weizen-, Roggen-, Grünkern- und Buchweizenkörner werden zu Grütze verarbeitet. Grütze wird in grober, mittlerer und feiner Körnung angeboten. Die Zerkleinerung erfolgt auf einem „Grützeschneider“. Grütze wird meist als Suppeneinlage verwendet oder zu Brei verkocht.